# 尊久老稲荷神社
尊久老稲荷神社（そうくろいなりじんじゃ）は、宮城県亘理郡亘理町にある神社である。旧社格は村社。

## ご由緒
承和9年（842年）、陸奥国守の参議小野篁が巡行の際、一人の子供が篁一行を道案内した。一行が亘理長瀞に着くと、子供は「余の住みかはこの深山なり」といって真っ黒な一匹の黒い狐にその姿を変え、消えて行ったという。篁はこの狐に恩義を感じ、狐の消えた場所に祠を建てて祭った事が起源とされている。その後全身真っ黒のお稲荷さま「総黒稲荷」を「尊久老稲荷」に呼び変えて、今に至っている。戊辰戦争の際、亘理伊達氏はこの社殿の前に集合し、必勝祈願を行ってから出陣したという。
明治5年（1872年）11月に村社に列格された。

## そ の他
尊久老稲荷の総黒の狐と竹駒稲荷の純白の狐は夫婦であり、尊久老稲荷神社には竹駒神社まで続く洞穴が何処かにあるといわれている。社殿の南側の斜面には、その洞穴だと云われる「きつね穴」がある。
神社の入り口には見事なエドヒガンザクラがあり、付近の農家がこのサクラの開花を目安に稲の種まきを行った事から「種まき桜」と呼ばれている。

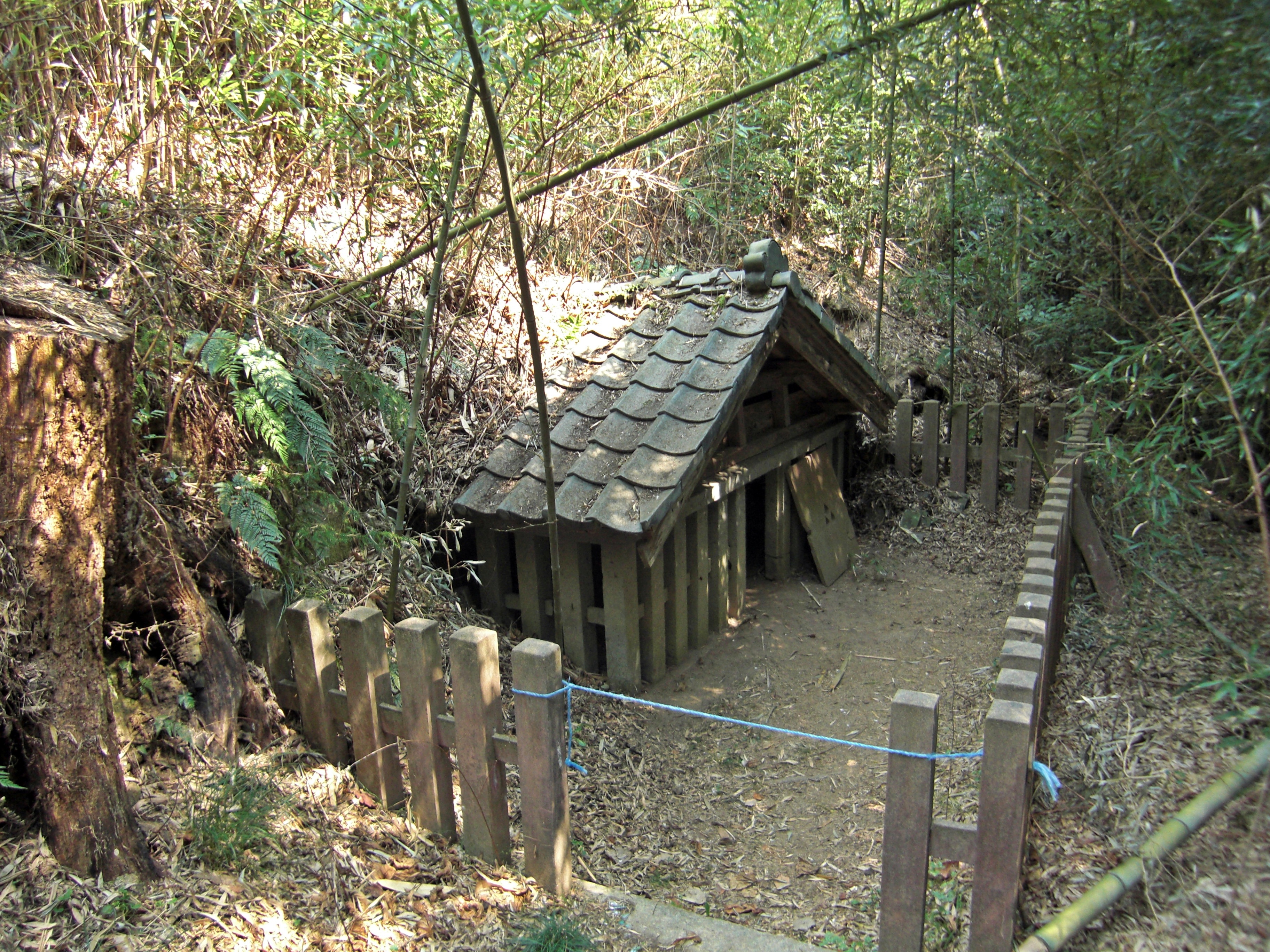
尊久老稲荷神社のきつね穴 竹駒神社へと続くという伝承がある
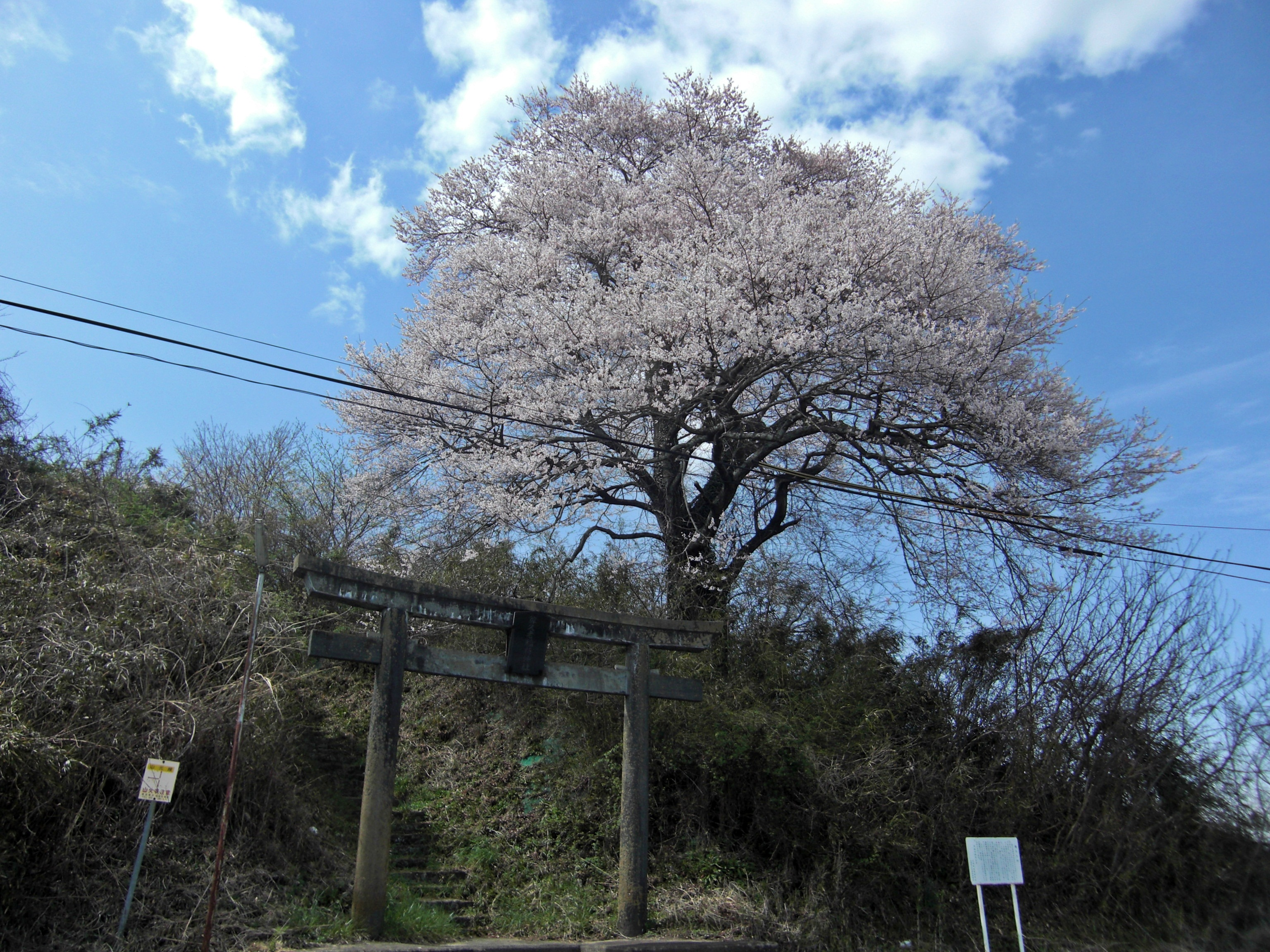
春の種蒔き桜